# Elitloppet 1952
Elitloppet 1952, egentligen kallat Solvallas Jubileumslopp, var den första upplagan av Elitloppet, som gick av stapeln söndagen den 14 september 1952 på Solvalla i Stockholm. Loppet kördes i två heat över 1600 meter, och vanns av den tyska hästen Permit, körd och tränad av tysken Walter Heitmann.
Premiärupplagan av Elitloppet riskerade länge att bli en sportslig besvikelse, då inga franska eller italienska hästar var anmälda till loppet. Det stora svenskhoppet hette Frances Bulwark, tränad och körd av Sören Nordin. 
Tre hästar startade med 20 meter tillägg, Frances Bulwark, Permit och Rollo. Svenskhoppet Frances Bulwark galopperade olyckligt i första heatet, men kämpade hela vägen till en fjärdeplats. Slutsegrande Permit från Tyskland segrade i båda heaten, och tangerade europarekordet 1.17,3 då han vann i andra heatet.

## Upplägg och genomförande
I första upplagan av Elitloppet deltog tio inbjudna hästar. Två heat kördes över 1600 meter, med 20 meter tillägg för hästar som hade lägre rekordtid än 1.18,9.  I Elitloppet 1952 var förstapriset till slutsegrande häst 30 000 kronor.

## Heat 1
| P | S  | Häst            | Kusk            | Tränare         | Land          | Odds   | Tid               |
| - | -- | --------------- | --------------- | --------------- | ------------- | ------ | ----------------- |
| 1 | 9  | Permit          | Walter Heitmann | Walter Heitmann | Tyskland      | 3,32   | 1.18,6 / 1 620 m  |
| 2 | 6  | Magnifik        | Tage Stridsberg | Tage Stridsberg | Sverige       | 10,50  | 1.19,8 / 1 600 m  |
| 3 | 10 | Rollo           | Algot Scott     | Algot Scott     | Sverige       | 4,40   | 1.18,8 / 1 620 m  |
| 4 | 8  | Frances Bulwark | Sören Nordin    | Sören Nordin    | Sverige       | 2,30   | 1.18,9g / 1 620 m |
| 5 | 5  | Iran Scott      | Carl A. Schoug  | Carl A. Schoug  | Sverige       | 5,40   | 1.20,1g / 1 600 m |
| 0 | 1  | Olga Pluto      | Adel Sidierus   | Adel Sidierus   | Nederländerna | 79,80  | 1.20,3 / 1 600 m  |
| 0 | 4  | Leo Roy         | Egon Larsen     | Egon Larsen     | Danmark       | 51,40  | 1.20,9 / 1 600 m  |
| 0 | 2  | Presidenten     | Folke Bengtsson | Folke Bengtsson | Sverige       | 60,60  | 1.21,0 / 1 600 m  |
| 0 | 7  | Leif Protector  | Per Ulven       | Per Ulven       | Danmark       | 133,40 | 1.21,8 / 1 600 m  |
| 0 | 3  | Madame B.       | Jan van Leeuwem | Jan van Leeuwem | Nederländerna | 44,40  | 1.22,8 / 1 600 m  |

## Heat 2
| P | S  | Häst            | Kusk            | Tränare         | Land          | Odds   | Tid              |
| - | -- | --------------- | --------------- | --------------- | ------------- | ------ | ---------------- |
| 1 | 9  | Permit          | Walter Heitmann | Walter Heitmann | Tyskland      | 2,16   | 1.17,3 / 1 620 m |
| 2 | 8  | Frances Bulwark | Sören Nordin    | Sören Nordin    | Sverige       | 2,10   | 1.17,3 / 1 620 m |
| 3 | 10 | Rollo           | Algot Scott     | Algot Scott     | Sverige       | 6,10   | 1.18,1 / 1 620 m |
| 4 | 5  | Iran Scott      | Carl A. Schoug  | Carl A. Schoug  | Sverige       | 12,50  | 1.19,1 / 1 600 m |
| 5 | 6  | Magnifik        | Tage Stridsberg | Tage Stridsberg | Sverige       | 15,30  | 1.19,5 / 1 600 m |
| 0 | 3  | Madame B.       | Jan van Leeuwem | Jan van Leeuwem | Nederländerna | 152,60 | 1.20,1 / 1 600 m |
| 0 | 7  | Leif Protector  | Per Ulven       | Per Ulven       | Danmark       | 314,30 | 1.20,1 / 1 600 m |
| 0 | 1  | Olga Pluto      | Adel Sidierus   | Adel Sidierus   | Nederländerna | 319,30 | 1.20,4 / 1 600 m |
| 0 | 2  | Presidenten     | Folke Bengtsson | Folke Bengtsson | Sverige       | 200,10 | 1.20,7 / 1 600 m |
| 0 | 4  | Leo Roy         | Egon Larsen     | Egon Larsen     | Danmark       | 130,50 | 1.21,1 / 1 600 m |

## Slutresultat
| P | Häst            | Kusk            | Tränare         | Land          | Slutresultat |
| - | --------------- | --------------- | --------------- | ------------- | ------------ |
| 1 | Permit          | Walter Heitmann | Walter Heitmann | Tyskland      | 1–1          |
| 2 | Frances Bulwark | Sören Nordin    | Sören Nordin    | Sverige       | 4–2          |
| 3 | Rollo           | Algot Scott     | Algot Scott     | Sverige       | 3–3          |
| 4 | Magnifik        | Tage Stridsberg | Tage Stridsberg | Sverige       | 2–5          |
| 5 | Iran Scott      | Carl A. Schoug  | Carl A. Schoug  | Sverige       | 5–4          |
| 0 | Olga Pluto      | Adel Sidierus   | Adel Sidierus   | Nederländerna | 0–0          |
| 0 | Madame B.       | Jan van Leeuwem | Jan van Leeuwem | Nederländerna | 0–0          |
| 0 | Leif Protector  | Per Ulven       | Per Ulven       | Danmark       | 0–0          |
| 0 | Presidenten     | Folke Bengtsson | Folke Bengtsson | Sverige       | 0–0          |
| 0 | Leo Roy         | Egon Larsen     | Egon Larsen     | Danmark       | 0–0          |